# Gaio Cassio Longino (console 171 a.C.)
Gaio Cassio Longino (in latino Caius Cassius Longinus; fl. II secolo a.C.) è stato un politico romano.

## Biografia
Nel 173 a.C. fu uno dei decemviri scelti per la distribuzione delle terre tolte ai Liguri; nel 171 a.C. fu eletto console con Publio Licinio Crasso e gli furono assegnate come province sia l'Italia che la Gallia Cisalpina. Ma, ansioso di mettersi in evidenza e di poter acquisire ulteriori ricchezze, all'inizio della Terza guerra macedonica (171 a.C. - 168 a.C.), mentre in senato si discuteva la richiesta di Aquileia di incrementare la sua popolazione colonica perché male difesa, Cassio partì con un esercito proprio da questa città e, varcando le Alpi Giulie, attraversò i territori degli Istri, dei Carni, dei Giapidi e di popoli sottoposti al re Cincibilo, con l'intento di dirigersi in Grecia attraverso l'Illyricum. Fu però fermato dal Senato romano che gli ordinò di rientrare a Roma. Gaio Cassio obbedì, ma nella marcia di rientro saccheggio i territori che in precedenza l'avevano accolto amichevolmente.
L'anno seguente, mentre si trovava in Macedonia come legato del console Aulo Ostilio Mancino, fu accusato in Senato dall'ambasciatore di Cincibilo, re del Norico, come pure dagli ambasciatori dei Carni, degli Istri e degli Giapidi, di averli trattati alla stregua di nemici nel suo percorso di ritorno. Questo sembra indicare come ci fossero dei patti tra Roma e quelle popolazioni e forse, temendo che quei fatti potessero destabilizzare l'area, il Senato decise nel 169 a.C. ascoltare la richiesta di Aquileia e di incrementare la popolazione di altre 1500 famiglie di coloni.
Nel 154 a.C. fu censore con Marco Valerio Messalla.